# Park Jang-soon
Park Jang-soon, auch Park Jang-Sun (* 10. April 1968 in Boryeong, Chungcheongnam-do) ist ein ehemaliger südkoreanischer Ringer. Er war Olympiasieger 1992 im freien Stil im Weltergewicht.

## Werdegang
Park Jang-soon begann als Jugendlicher mit dem Ringen, wobei er sich auf den freien Stil konzentrierte. Der 1,71 Meter große Athlet wurde von der Firma Samsung Insurance Life & Co in Seoul gesponsert, für dessen Sportclub er auch startete. Trainiert wurde er von Min Byung-chan.
Im Jahre 1987 startete er neunzehnjährig erstmals bei einer Weltmeisterschaft. In Clermont-Ferrand erreichte er dabei im Leichtgewicht einen guten 6. Platz. Bei den Olympischen Spielen 1988 im heimischen Seoul trumpfte er ganz anders auf und kämpfte sich im Leichtgewicht bis in das Finale vor, in dem er allerdings gegen den amtierenden Weltmeister Arsen Fadsajew aus Russland keine Chance hatte und glatt verlor.
Bei den Weltmeisterschaften 1989 und 1990 war Park Jang-soon nicht am Start. Bei der Asien-Meisterschaft 1989 kam er auf den 3. Platz im Leichtgewicht und bei den Asien-Spielen 1990 in Peking gelang ihm der erste Sieg bei einer großen internationalen Meisterschaft. Er siegte dort vor dem Iraner Rasoul Khadem und dem Chinesen Yang Zhigang.
Bei der Weltmeisterschaft 1991 in Warna startete er im Weltergewicht und kam dort auf den 5. Platz. Er scheiterte dabei in seinem Pool an dem Iraner Amir Reza Khadem Azghadi. Im Jahre 1992 war Park Jong-soon, inzwischen 24 Jahre alt, auf dem Höhepunkt seiner Leistungsfähigkeit. Dies bekam gleich im ersten Kampf des Weltergewichtsturnieres der deutsche Meister Alexander Leipold zu spüren, den er klar mit 8:3 techn. Punkten besiegte. In der Vorschlussrunde besiegte Park auch den Weltmeister von 1991 Amir Reza Khadem Azghadi mit 2:1 techn. Punkten und im Finale reichte ihm ein knapper 1:0-Punktsieg über den Weltmeister von 1989 Kenneth Monday aus den Vereinigten Staaten zum Gewinn der olympischen Goldmedaille.
Im Jahre 1993 holte sich Park Jang-soon in Toronto auch den Weltmeistertitel im Weltergewicht. Dabei besiegte er im Endkampf den starken US-Amerikaner David Schultz, vielfacher Weltmeister und Olympiasieger, nach Punkten. 1994 startete er nur bei den Asien-Spielen in Hiroshima und belegte dort im Weltergewicht hinter Behrouz Ayri Kalani aus dem Iran und Takuya Ōta aus Japan „nur“ den 3. Platz.
1995 pausierte Park Jang-soon bei den internationalen Meisterschaften. 1996 startete er zunächst bei den Asien-Meisterschaften in Xiaoshan in China, wo er sich im Weltergewicht vor Magomed Kuruglijew aus Kasachstan und Issa Momeni aus dem Iran den Titel holte un dann auch bei den Olympischen Spielen in Atlanta. In Atlanta kämpfte er sich mit überzeugenden Leistungen wieder in den Endkampf vor, in dem er aber dem Russen Buwaisar Saitijew klar mit 0:5 techn. Punkten unterlag. Er gewann damit nach der Goldmedaille von 1992 bereits seine zweite olympische Silbermedaille.
Nach den Olympischen Spielen 1996 beendete Park Jang-soon seine Laufbahn als aktiver Ringer. Er arbeitet seitdem als Ringertrainer bei der Samsung Insurance in Seoul. Für seine Verdienste um den Ringersport wurde er im August 2016 in die FILA International Wrestling Hall of Fame aufgenommen.

## Internationale Erfolge
| Jahr | Platz  | Wettbewerb                                                 | Gewichtsklasse | |
| 1987 | 6.     | WM in Clermont-Ferrand                                     | Leicht         | hinter Arsen Fadsajew, Russland, Georgios Athanasiadis, Griechenland, Andre Metzger, USA, Kōsei Akaishi, Japan u. Simeon Schterew, Bulgarien                      |
| 1988 | Silber | OS in Seoul                                                | Leicht         | hinter Arsen Fadsajew, vor Nate Carr, USA, Kōsei Akaishi u. David McKay, Kanada                                                                                   |
| 1989 | 3.     | Asien-Meisterschaft in Oarailbaraki/Japan                  | Leicht         | hinter Henmediliin Amarca, Mongolei u. Kōsei Akaishi |
| 1990 | 1.     | Großer Preis der Bundesrepublik Deutschland in Saarbrücken | Leicht         | vor Eugenio Montero, Kuba, Behçet Selimoğlu, Türkei u. Georg Schwabenland, BRD                                                                                    |
| 1990 | 1.     | Asien-Spiele in Peking                                     | Leicht         | vor Rasoul Khadem, Iran, Yang Zhigang, China, Li Myung Bok, Nordkorea u. Kōsei Akaishi                                                                            |
| 1990 | 2.     | Goodwill-Games in Seattle                                  | Leicht         | hinter Arsen Fadsajew |
| 1991 | 1.     | "Roger-Coulon"-Memorial in Carcassonne                     | Welter         | vor Ludwig Küng, Schweiz u. Alexander Leipold, Deutschland |
| 1991 | 2.     | Welt-Cup in Toledo (Ohio)                                  | Welter         | hinter Gamsat Chasamow, Sowjetunion, vor Gary Holmes, Kanada, Eugenio Montero u. Rob Koll, USA                                                                    |
| 1991 | 5.     | WM in Warna                                                | Welter         | hinter Amir Reza Khadem Azghadi, Iran, Kenneth Monday, USA, Nasir Gadschichanow, Sowjetunion u. Alexander Leipold                                                 |
| 1992 | 2.     | "Roger-Coulon"-Memorial in Carcassonne                     | Welter         | hinter Kenneth Monday, USA, vor Alexander Leipold |
| 1992 | Gold   | OS in Barcelona                                            | Welter         | vor Kenneth Monday, Amir Reza Khadem Azghadi, Magomed Salam Gadschiew, EUN u. Krzysztof Walenciak, Polen                                                          |
| 1993 | 1.     | WM in Toronto                                              | Welter         | vor David Schultz, USA, Alberto Rodríguez Hernández, Kuba, Turan Ceylon, Türkei u. André Backhaus, Deutschland                                                    |
| 1994 | 3.     | Asien-Spiele in Hiroshima                                  | Welter         | hinter Behrouz Yari Kalani, Iran u. Takuya Ōta, Japan, vor Rusland Kinchagow, Usbekistan                                                                          |
| 1996 | 1.     | Asien-Meisterschaften in Xiaoshan/China                    | Welter         | vor Magomed Kuruglijew, Kasachstan u. Issa Momeini, Iran |
| 1996 | Silber | OS in Atlanta                                              | Welter         | mit Siegen über Magomed Salam Gadschiew, Viktor Peikow, Moldawien, Takuya Ōta u. Plamen Paskalew, Bulgarien u. einer Niederlage gegen Buwaisar Saitijew, Russland |